# Salamandra
|  | Aquest article tracta sobre el gènere Salamandra. Vegeu-ne altres significats a «Salamandra (desambiguació)». |

Salamandra és un gènere d'amfibis urodels de la família dels salamàndrids. Una de les seves espècies, Salamandra salamandra, és freqüent a Catalunya.

## Taxonomia

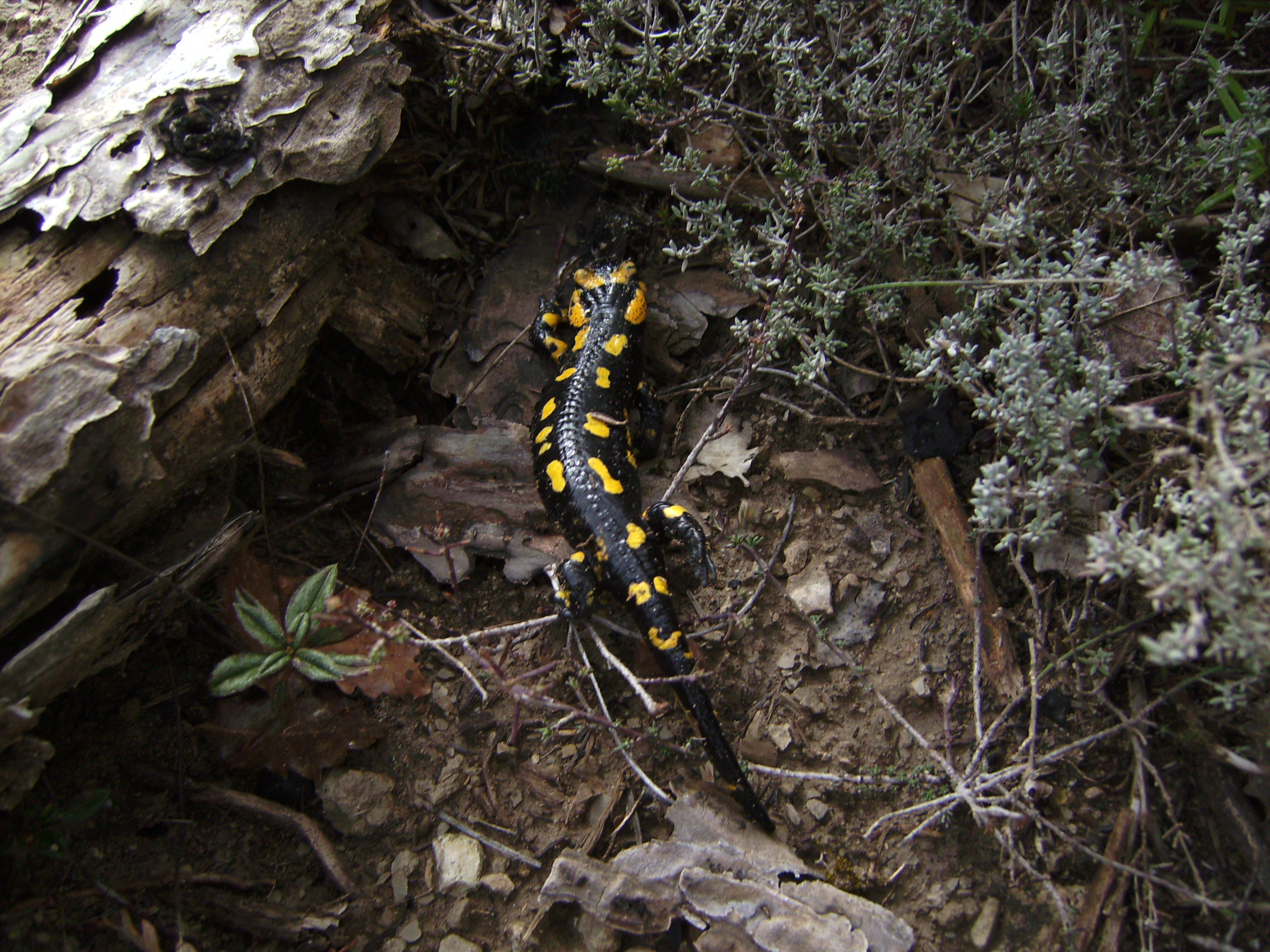
Salamandra comuna a Castelltallat (Bages)

Hi ha un total de sis espècies amb una distribució que va de l'Europa occidental i l'Àfrica del nord fins a l'Àsia occidental:
- Salamandra algira Bedriaga, 1883
- Salamandra atra Laurenti, 1768 — Salamandra alpina
- Salamandra corsica Savi, 1838
- Salamandra infraimmaculata Martens, 1885
- Salamandra lanzai Nascetti, Andreone, Capula i Bullini, 1988
- Salamandra longirostris Joger and Steinfartz, 1994
- Salamandra salamandra Linnaeus, 1758 — Salamandra comuna